# فرانك هاميلتون كاشينج
فرانك هاميلتون كاشينج (بالإنجليزية: Frank Hamilton Cushing)‏ هو عالم إنسان أمريكي، ولد في 22 يوليو 1857 في مقاطعة إيري في الولايات المتحدة، وتوفي في 10 أبريل 1900 في واشنطن العاصمة في الولايات المتحدة بسبب ضغطات البطن.

## وصلات خارجية
- فرانك هاميلتون كاشينج على موقع الموسوعة البريطانية (الإنجليزية)